# When the Lights Go Out
When the Lights Go Out é o primeiro extended play (EP) lançado pela cantora e disc jockey (DJ) australiana Havana Brown, lançado em 17 de julho de 2012 pelas editoras discográficas Island Records e Universal Music. Foi lançado em duas versões, a australiana contém cinco faixas, nomeadamente: "You'll Be Mine", "Spread a Little Love", "One Way Trip", "Big Banana" e "Wonderland (La Da Da Da Di)". Na versão internacional, a canção "We Run the Night" com participação de Pitbull substitui a quinta citada anteriormente.
When the Lights Go Out recebeu análises positivas dos críticos de música. O EP entrou nas paradas australianas como single no número sessenta e cinco, tendo como o pico o décimo sexto posto na ARIA Singles Chart. Após cinco semanas no periódico, o trabalho foi certificado como ouro pela Australian Recording Industry Association (ARIA). Na tabela musical norte-americana Heatseekers Álbuns o disco obteve o quinquagésimo posto.

## Recepção crítica
| Críticas profissionais | Críticas profissionais |
| Avaliações da crítica  | Avaliações da crítica  |
| Fonte                  | Avaliação              |
| ---------------------- | ---------------------- |
| ARTISTdirect           | [ 1 ]                  |
| Only iPlus             | [ 2 ]                  |
| Homorazzi              | favorável              |

O EP When the Lights Go Out recebeu análises mistas e positivas dos críticos de música após seu lançamento. Para o site ARTISTdirect, Rick Florino premiou-o com cinco estrelas em uma escala que vai até cinco, alegando que o EP é "brilhante e elevar-se nas pistas de danças com a chama pop dos tamanhos de estádios, mais perfeitamente que qualquer de seus pares" e que "Brown tem efetivamente a ponte entre o mundo dos clubes e do mercado de massa".
David do Feed Limmy foi mais negativo, afirmando que ele só poderia encontrar uma canção média na EP, sendo esta "Big Banana", chamando as outras músicas de "lixo". Josh do iPlus, escalou o EP com seis estrelas de dez, indicando que as primeiras faixas são melhores do que as últimas. O redator ainda elogiou os vocais e também exaltou as letras e a produção.

## Singles
Internacionalmente, à remistura feita por RedOne de "We Run the Night", com participação do rapper norte-americano Pitbull, foi lançado como primeiro single em 27 de setembro de 2011. O remix chegou ao número um na Hot Dance Club Songs. Na edição de 7 de abril de 2012, "We Run the Night" estreou na Billboard Hot 100, no número 99, e chegou ao número 26, em agosto de 2012. Ele também chegou ao número 48, no canadense Canadian Hot 100. A partir de 13 de julho, a música já havia 644 mil cópias apenas nos Estados Unidos.
Na Austrália, "You'll Be Mine" foi enviado para estações de rádio sobre o mesmo dia do lançamento do EP. Desde então, alcançou o número 18 na radiofônica Australian National Radio Airplay Chart. A Universal Music da Austrália, autorizou que o EP situa-se nas listas de singles, permitindo que todos os downloads pagos das músicas contidas em When the Lights Go Out, contassem nas vendas totais do álbum.

## Lista de faixas
| Edição australiana |                                    | |                                     |         |  |
| N.º                | Título                             | Compositor(es) | Produtor(es)                        | Duração |  |
| 1.                 | "You'll Be Mine" (com R3hab)       | RedOne, Bilal "The Chef" Hajji, AJ Junior, R3hab, Fabian Lenssen, Addy van der Zwan, M.J. Lyrical, Mark Simmons      | RedOne, R3hab                       | 4:10    |  |
| 2.                 | "Spread a Little Love"             | RedOne, Junior, Alex Papaconstantinou, Björn Djupström                                                               | RedOne, Alex P                      | 3:52    |  |
| 3.                 | "One Way Trip"                     | Brown, Robert Miles, Richard Vission, Nick Clow, Luciana Caporaso, Eric Aguirre, Andrew Ramanauskas, Henry Olortegui | Richard Vission, DJ Vice, Sgt Slick | 3:23    |  |
| 4.                 | "Big Banana" (com R3hab & Prophet) | Brown, R3hab, Junior, Rivington, Hajji, Lenssen, Rabon Brunings                                                      | R3hab                               | 3:09    |  |
| 5.                 | "Wonderland (La Da Da Da Di)"      | Brown, Lars Halvor Jensen, Johannes Joergensen, Owain Barton                                                         | DEEKAY                              | 3:24    |  |
| Duração total:     | Duração total:                     | Duração total: | Duração total:                      | 17:56   |  |

| Edição internacional |                                    |                                                                        |                                     |         |  |
| N.º                  | Título                             | Compositor(es)                                                         | Produtor(es)                        | Duração |  |
| 1.                   | "We Run the Night" (com Pitbull)   | Cassie Davis, Snob Scrilla                                             | RedOne                              | 3:48    |  |
| 2.                   | "You'll Be Mine" (com R3hab)       | RedOne, Hajji, Junior, R3hab, Lenssen, Van der Zwan, Lyrical, Simmons  | RedOne, R3hab                       | 4:10    |  |
| 3.                   | "Spread a Little Love"             | RedOne, Junior, Papaconstantinou, Djupström                            | RedOne, Alex P                      | 3:52    |  |
| 4.                   | "One Way Trip"                     | Brown, Miles, Vission, Clow, Caporaso, Aguirre, Ramanauskas, Olortegui | Richard Vission, DJ Vice, Sgt Slick | 3:23    |  |
| 5.                   | "Big Banana" (com R3hab & Prophet) | Brown, R3hab, Junior, Rivington, Hajji, Lenssen, Brunings              | R3hab                               | 3:09    |  |
| Duração total:       | Duração total:                     | Duração total:                                                         | Duração total:                      | 18:22   |  |

## Desempenho e certificações
Na Austrália, When the Lights Go Out estreou no na sexagésima quarta colocação da ARIA Singles Chart na edição de 30 de julho de 2012, e alcançando seu pico de número dezesseis em 20 de agosto de 2012. Foi certificado de ouro pela Australian Recording Industry Association (ARIA), por vendas superiores a 35 mil cópias. Nos Estados Unidos, o EP estreou na quinquagésima posição da Heatseekers Albums, que compila os álbuns mais vendidos de artistas novos no país.
| Tabela (2012)                        | Melhor posição |
| ------------------------------------ | -------------- |
| Austrália - ARIA Singles Chart       | 16             |
| Austrália - ARIA Dance Singles Chart | 3              |
| Estados Unidos - Heatseekers Albums  | 50             |

| Páis / Provedor  | Certificações |
| ---------------- | ------------- |
| Austrália / ARIA | Ouro          |

## Histórico de lançamento
| País           | Data                 | Formato          | Gravadora                  |
| -------------- | -------------------- | ---------------- | -------------------------- |
| Japão          | {16 d ejulho de 2012 | download digital | Universal Republic Records |
| Áustria        | {16 d ejulho de 2012 | download digital | Universal Republic Records |
| Bélgica        | {16 d ejulho de 2012 | download digital | Universal Republic Records |
| Finlândia      | {16 d ejulho de 2012 | download digital | Universal Republic Records |
| França         | {16 d ejulho de 2012 | download digital | Universal Republic Records |
| Alemanha       | {16 d ejulho de 2012 | download digital | Universal Republic Records |
| Luxemburgo     | {16 d ejulho de 2012 | download digital | Universal Republic Records |
| Países Baixos  | {16 d ejulho de 2012 | download digital | Universal Republic Records |
| Portugal       | {16 d ejulho de 2012 | download digital | Universal Republic Records |
| Austrália      | 17 de julho de 2012  | download digital | Universal Republic Records |
| Canadá         | 17 de julho de 2012  | download digital | Universal Republic Records |
| Nova Zelândia  | 17 de julho de 2012  | download digital | Universal Republic Records |
| México         | 17 de julho de 2012  | download digital | Universal Republic Records |
| Estados Unidos | 17 de julho de 2012  | download digital | Universal Republic Records |